# Велика Єльня
Велика Єльня (рос. Большая Ельня) — село в Кстовському районі Нижньогородської області Російської Федерації.
Населення становить 603 особи. Входить до складу муніципального утворення Большеєльнинська сільрада.

## Історія
Від 2009 року входить до складу муніципального утворення Большеєльнинська сільрада.

## Населення
| 2002 | 2010 |
| ---- | ---- |
| 606  | ↘603 |